# Mar de Banda
El  mar de Banda (en indonesio, Laut Banda) es un mar que se encuentra en el océano Pacífico occidental, y cuyas aguas pertenecen a Indonesia y Timor Oriental. Está situado entre los archipiélagos de las Célebes, las Molucas y las islas menores de la Sonda. Tiene una longitud de unos 1000 km en dirección este-oeste y de unos 500 km, norte-sur. En él se encuentra la cuenca de Banda, que alcanza una profundidad de 7.440 metros.

## Islas
El mar de banda está bordeado por las siguientes islas:
- al oeste, la isla Célebes;
- al norte, las islas Buru y las islas de Ambon y Ceram;
- al este, las islas Aru;
- al sur, las islas Tanimbar, las islas Barat Daya y la isla de Timor

Aunque las fronteras del mar son peligrosas para la navegación, dado que hay muchas islas rocosas pequeñas, la parte central del mar es relativamente abierta. Los grupos de islas en este mar son las islas de Banda.

## Delimitación de la IHO
La máxima autoridad internacional en materia de delimitación de mares, la Organización Hidrográfica Internacional («International Hydrographic Organization, IHO), considera el mar de Molucas como un mar. En su publicación de referencia mundial, Limits of oceans and seas (Límites de océanos y mares, 3ª edición de 1953), le asigna el número de identificación 48c, dentro del archipiélago de las Indias Orientales y lo define de la forma siguiente:

En el norte.
Los límites meridionales del mar de Molucas (48 c) y el límite occidental y meridional del mar de Ceram (48f).

En el este. 
Desde Tg Borang, la punta norte de Noehoe Tjoet, a través de esta isla hasta su punta Sur, y desde allí una línea hasta la punta Nordeste de Fordata, a través de esta isla y cruzar al punto noreste de Larat, islas Tanimbar (7°06'S, 131°55'E), descendiendo por la costa este de la isla Jamdena a su punto Sureste, y desde allí a través de Anggarmasa hasta la punta norte de Selaroe y a través de esta isla hasta Tg Aro Oesoe, su extremo sur (8°21'S, 130°45'E).
En el sur.
Una línea desde Tanjong Aro Oesoe, a través de Sermata hasta Tanjong Njadora, el punto sudeste de Lakov (8°16'S, 128°14'E), a lo largo de las costas meridionales de Lakov, Moa y las islas Leti hasta Tanjong Toet Pateh, el punto Oeste de Leti, y desde allí una línea a Tanjong Sewirawa, el extremo oriental de Timar y a lo largo de la costa norte hasta los 125° de longitud Este.

En el oeste.
Desde un punto de la costa norte de Timor Oriental en los 125°Este arriba este meridiano hasta la isla de Alor, de allí rodeando la punta oriental y a lo largo de las costas del norte de Alor, Pantar, Lomblen y las islas Adoenara y desde allí a través del extremo norte del estrecho de Flores hasta Tanjong Serbete, el extremo oriental de Flores, y desde allí una línea desde su punto Norte (8°04'S, 122°52'E) hasta la isla Kalaotoa (7°24'S, 121°52'E) a través de la cadena de islas que existen entre él y el punto Sur de Pulo Salayar, a través de esta isla y del Estrecho hasta Tanjong Lassa, Célebes (5°37'S, 120°28'E), y desde allí a lo largo del límite sur del golfo de Boni (48 k ) y hasta la costa este de Célebes hasta Tanjong Botok (1°04'S, 123°19'E).
Limits of oceans and seas, pág. 27.